# The Greasy Hands Preachers
The Greasy Hands Preachers (sinngemäß: Prediger mit Ölverschmierten Händen) ist ein französischer Dokumentarfilm von Clément Beauvais und Arthur de Kersauson, der auf dem spanischen Filmfestival San Sebastian am 27. September 2014 seine Premiere hatte. Am 29. März 2015 erschien er auf Blu-ray und DVD in den USA. Der Film nahm auch am 4. Juli 2015 in Tschechien beim Karlovy Vary International Film Festival teil. Eine Version mit deutscher Synchronisation wurde auf ServusTV und Red Bull TV im September 2016 ausgestrahlt.

## Handlung
Der Film begleitet die Customizer El Solitario MC (Spanien), Blitz-Motorcycles (Frankreich), Deus Ex Machina (USA), Roland Sands (USA) und Shinya Kimura (Japan) bei ihrer Arbeit. Allen ist gemein, dass sie nicht mit den die Szene dominierenden Motoren und Maschinen von Harley-Davidson arbeiten und darüber hinaus auch Kleidung, Events und Zubehör vermarkten. Der Film ist in mehrere Kapitel aufgeteilt. Getreu dem Filmmotto Four wheels move the body, two wheels move the soul (Sinngemäß: Ein Auto bewegt Deine Person, ein Motorrad bewegt Deine Seele) erzählen die Protagonisten, was sie zum Motorrad gebracht hat und was sie damit verbinden. Die technischen Details stehen dabei weniger im Vordergrund. Vielmehr geht es um das Philosophieren über das Motorrad, das Fahren und das damit verbundene eigene Handeln. Die Selbstverwirklichung durch das Motorrad und das Szeneleben werden vor dem Zuschauer ausgebreitet.

## Stil
Um Authentizität vorzutäuschen und dem Retrostil der von den Protagonisten verwendeten Maschinen gerecht zu werden, setzt der Film oft auf Steadicam. Gefilmt wurde mit aktueller Technik, allerdings wurde das Material bearbeitet, um im Stil eines 16-mm-Films zu wirken. Dadurch wirken die Bilder warm, aber auch unscharf und verwackelt. Ebenfalls ein Stilmittel, um die besagte Retroatmosphäre wiederzugeben. Beim Zuschauer wird mittels durchgestylten Bildern, die dennoch amateurhaft wirken, ein Gefühl der unmittelbaren Nähe zu den Protagonisten erzeugt. Passend zum vermittelten Lifestyle werden Produkte passgenau im Bild platziert.

## Finanzierung
Ein Großteil der Mittel kam mittels Crowdfunding auf Kickstarter zusammen. Außerdem steuerten die Unternehmen BMW, die britische Modemarke Belstaff und der Schmierstoffhersteller Motul im Rahmen von Sponsoring Geldmittel bei. Wie hoch der jeweilige Geldbetrag ist, kann öffentlich nicht ohne Weiteres recherchiert werden. Beim aufmerksamen Betrachten des Films ist die offensichtliche Produktplatzierung jedoch nicht zu übersehen. Produziert wurde der Film von dem in Hollywood bekannten englischen Schauspieler Orlando Bloom.

## Rezeption
Bei seiner Premiere konnte der Film in keiner Kategorie einen Preis gewinnen. Auch beim tschechischen Festival ging der Film leer aus. Die Machart und der Inhalt wurden eher abwertend diskutiert. Der Dokumentarcharakter wird in Zweifel gezogen und es wird gemutmaßt, der Aspekt der Werbung habe im Vordergrund gestanden. Der Film sei einer der ersten einer ganze Reihe ähnlicher Produktionen, die andere Themen zum Gegenstand haben und eigentlich dem Marketing dienten.

„...is perfectly representative of a new breed of documentaries flooding the world these days, now that enterprising filmmakers have found a way to leverage the enthusiasm of specific interest groups (e.g. band fans, art junkies, micro-cause crusaders) to sponsor pics that have no other reason to exist. The resulting films, often made without the creative pushback of distribution-minded investors, tend to be indulgent homages to the subjects they cover, fulfilling their makers’ fantasies of rubbing elbows with their idols.“

Die Zeitschrift kommt zum Schluss, dass nach dem das Reality-TV alle Bereiche des Lebens mit den entsprechenden Formaten für das Massenpublikum abgedeckt und vermarktet hat – im Bereich Mobilität, zu dem auch das Motorrad gehört, etwa mit der Show Pimp My Ride oder American Chopper – nun eine neue Form von Dokumentationen auf den Markt drängt. Diese neue Art des Filmemachens fokussiere sich auf einen ganz bestimmten Mikrokosmos und eine bestimmte Zielgruppe. In dieses Konzept passt auch die Zusammenarbeit mit den Sponsoren, die mit ihrem Marketing für die nötige Ausstattung etwa mit Accessoires Sorge tragen. Durch Stilmittel soll dem Zuschauer Authentizität und Nähe vermittelt werden, dabei ist jede Szene bis ins Detail geplant und verfolgt die Markterschließung. Dieses passgenaue Zuschneiden auf eine ganz spezielle Zuschauergruppe erklärt auch, warum der Film bei der Kritik, etwa Rotten Tomatoes, so gut wie nicht präsent ist.
Auch Neil Young kommt in seiner Kritik im Hollywood Reporter zu dem Schluss, dass bei Dokumentationen dieser Art die Grenzen zwischen Werbung und Berichterstattung unscharf werden.

„As an extended advertisement for a particular lifestyle, The Greasy Hands Preachers often slips into an fruitlessly monotonous gear. But when Beauvais and de Kersauson lay off the self-eulogizing, "evangelical" verbiage from these "preachers," their fluent combinations of visuals and soundtrack can occasionally soar“

Die Hobby-Rezensionen im deutschsprachigen Raum, etwa auf der Seite des Films beim DVD- und Filmhändler Amazon, sind dabei durchwachsen und reichen von völliger Begeisterung für die Authentizität bis hin zur völligen Ablehnung, da alles nur inszeniert sei.